# Renault Type K
La Renault Type K est un modèle d'automobile de compétition du constructeur automobile Renault de 1902, avec laquelle Marcel Renault remporte sa première victoire importante pour la marque, avec la course automobile Paris-Vienne.

## Historique
En 1899 Louis Renault fonde l'entreprise Renault à Boulogne-Billancourt, avec ses frères Marcel Renault et Fernand Renault (histoire de l'entreprise Renault).
Au début des années 1900, avant la compétition automobile sur circuit, les courses automobiles de ville à ville en France et en Europe, sont très médiatisées, et assurent une importante promotion commerciale pour les marques pionnières de l'automobiles de l'époque. 

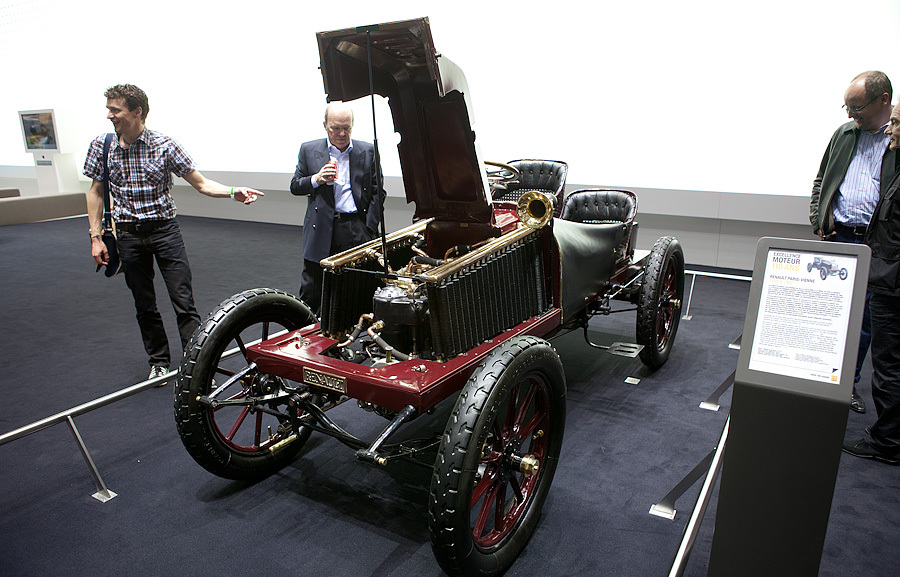
Salon automobile de Genève
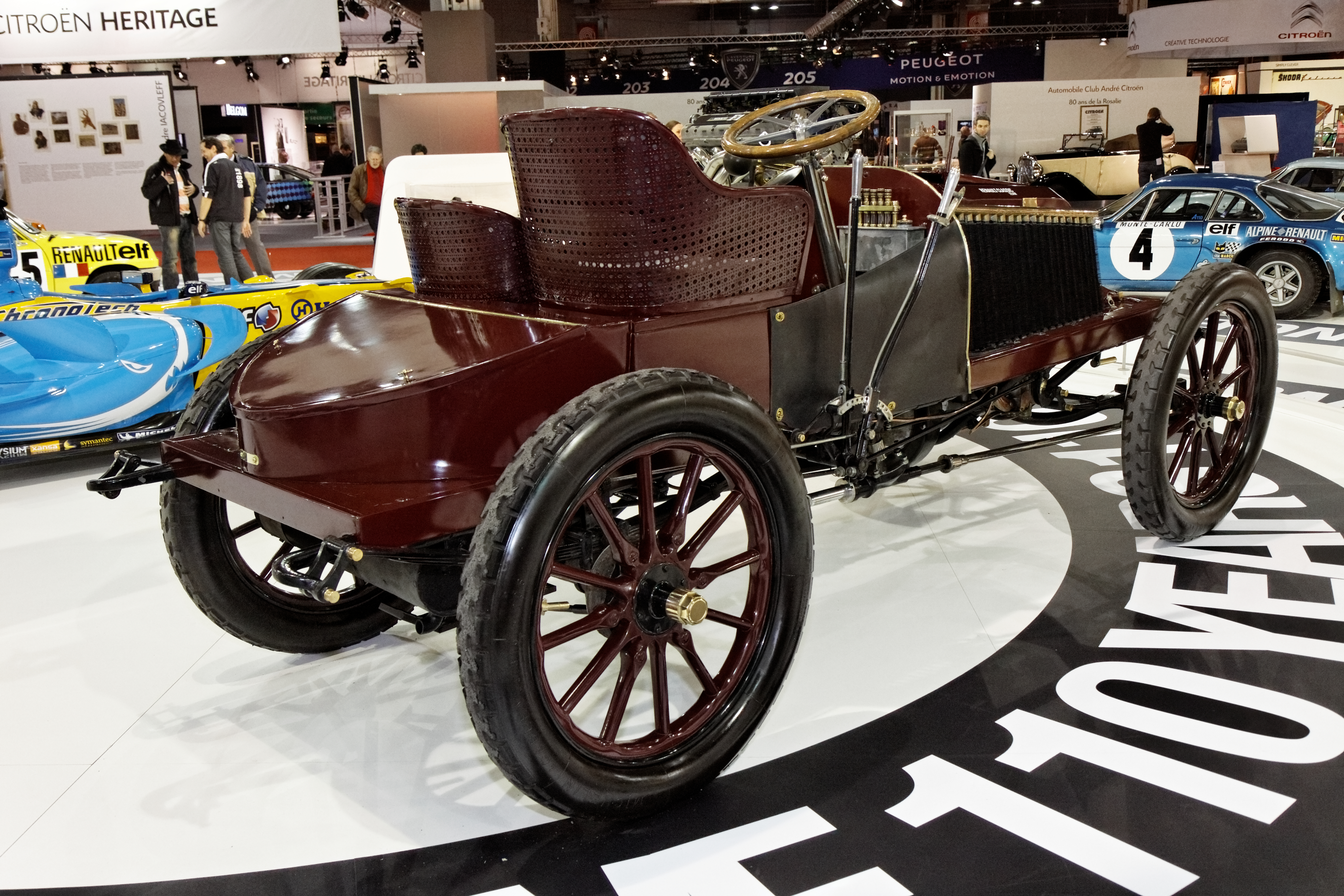
Rétromobile de Paris

Après avoir équipé ses premières séries de voiturettes Renault avec des moteurs De Dion-Bouton, Renault équipe cette Type K de course légère avec son tout premier moteur Renault de 4 cylindres, 3,1 à 3,7 litres de cylindrée, 20 à 30 chevaux, avec radiateurs latéraux, pour une vitesse maximum d'environ 130 km/h.

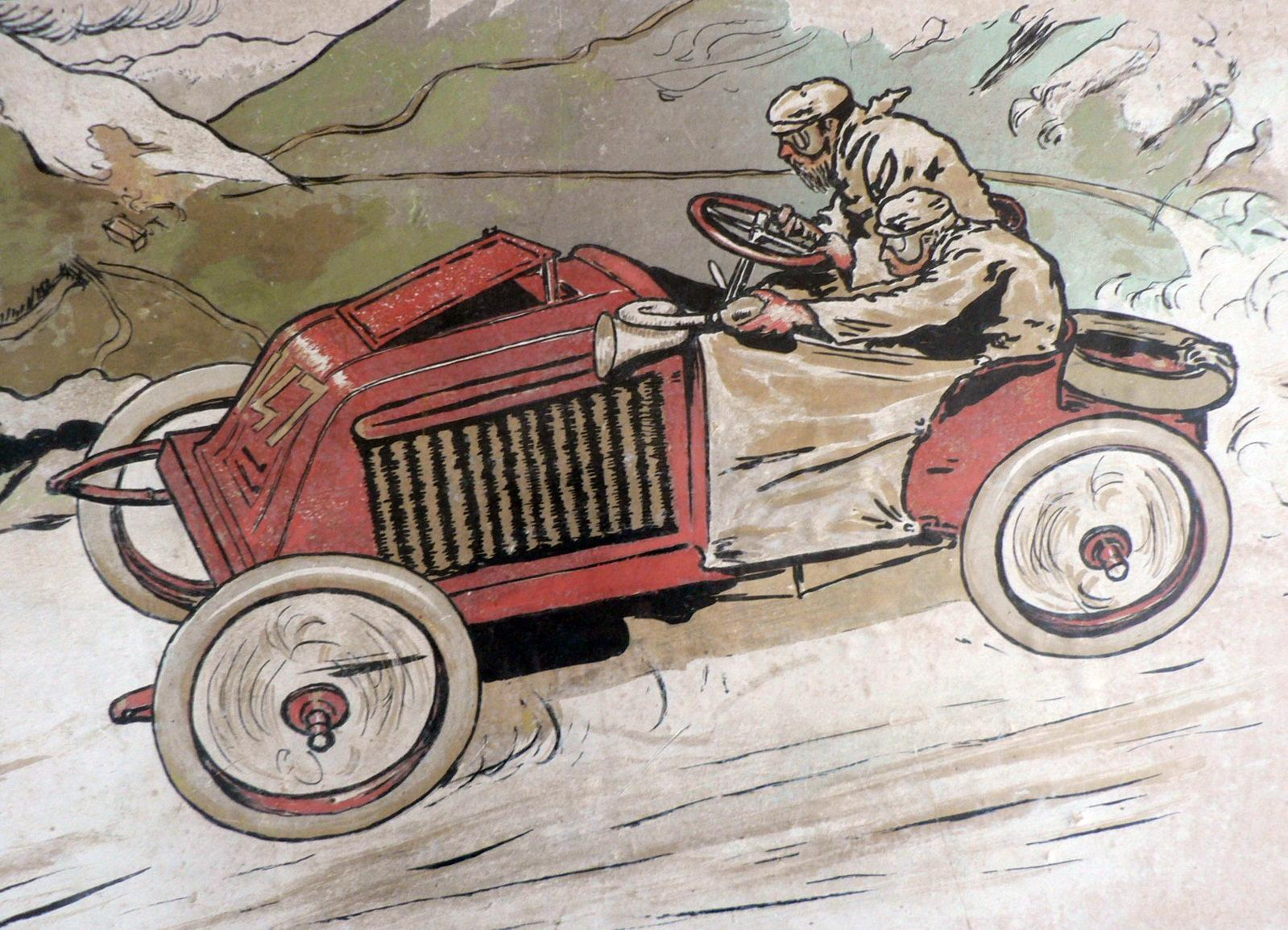
Marcel Renault et René Vauthier, vainqueurs de la course Paris-Vienne 1902 (dessin Louis Lucien Faure-Dujarric)
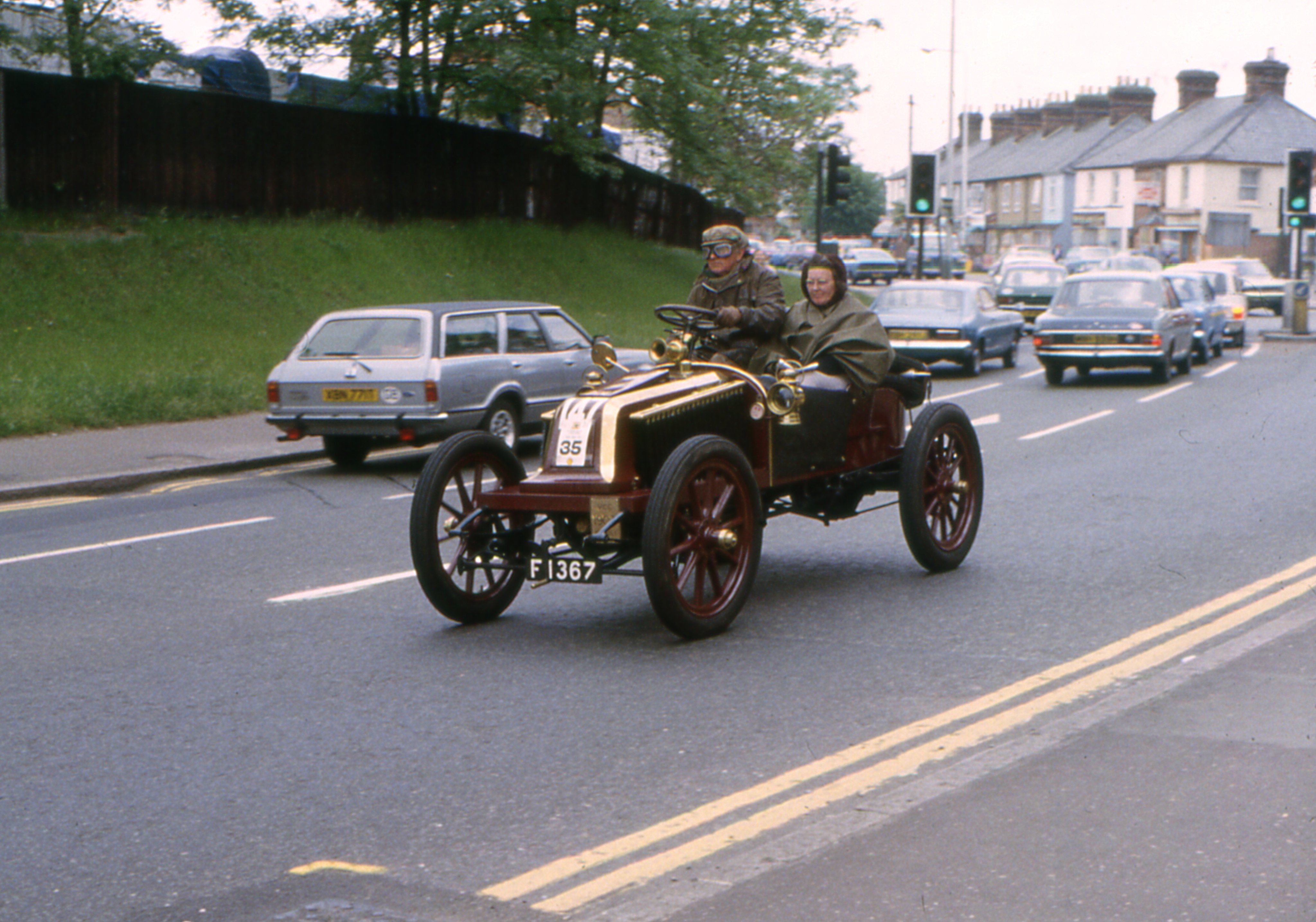
Course de voitures anciennes Londres-Brighton

En 1902 Renault engage quatre voiturettes Renault Type I et trois Type K pilotées par Marcel Renault et Louis Renault, pour la course automobile Paris-Vienne organisée par l'Automobile Club de France. Longue de 1 300 km, elle passe par la Suisse et le col d'Arlberg dans les Alpes. Marcel Renault et son mécanicien coéquipier René Vauthier gagnent leur première grande victoire toute catégorie pour la marque, avec leur Type K n°147, à la vitesse moyenne de 62,5 km/h, face à leurs principaux rivaux Mercedes Grand-Prix du comte Louis Zborowski, et Panhard & Levassor d’Henri Farman, plus puissantes mais plus lourdes.
Marcel se tue l'année suivante en 1903, lors de la course automobile Paris-Madrid, au volant de sa Renault Type O. À la suite des accidents qui marquèrent cette course, l'Automobile Club de France et les autorités fondent alors en 1906, le Grand Prix automobile de France exclusivement sur circuit automobile.